# 八雲塗
八雲塗（やくもぬり）は、島根県松江市で生産される漆器である。

## 特色
下地の工程の後、中塗りを行わずに、色漆、青貝・金銀粉、乾漆などで文様を描き、その上から透漆をかけて仕上げる。時間が経つにつれて漆が透明になり、描かれた鮮やかな文様が浮き上がってくるのが特徴である。

## 歴史
明治19年、松江藩お抱えの駕籠（かご）塗職人の家に生まれた坂田平一らによって考案された。平一は家を継ぐが、明治となり職を失ってしまい、人力車の塗装や修理などでをして暮らしていた。ある日、古道具屋から見せられた中国の存星塗（ぞんせいぬり）の盆をまねて盆を作った。その後も手法に工夫を加えながら、出来の良い盆や膳を作り、唐物として売られた。その作品が時の島根県知事籠手田安定の目にとまり、出雲古歌「八雲立つ」にちなんで「八雲塗」と命名された。
明治35年には漆器組合を組織、翌年には内国勧業博覧会に出品、44年には八雲漆器伝習所を設立した。この間に他県の技師を招いて技術向上に腐心した。大正から昭和にかけて最盛期を迎えた。
昭和56年（1981年）、島根県ふるさと伝統工芸品に指定されている。